# Chaudhry Muhammad Ali

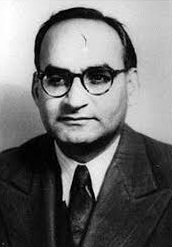
Chaudhry Muhammad Ali

Chaudhry Muhammad Ali (Urdu چوہدری محمد علی; * 15. Juli 1905 in Jalandhar; † 2. Dezember 1980) war ein pakistanischer Staatsmann und von 1955 bis 1956 Premierminister Pakistans.

## Werdegang
Er studierte an der University of the Punjab in Lahore. Danach war C. Muhammad Ali als Finanzminister von Indien tätig und war einer der höchstrangigen muslimischen Beamten Britisch-Indiens. Nach der Entstehung Pakistans im Jahre 1947 wurde Ali der Generalsekretär des neuen Staates. 1951 wurde er zum Finanzminister befördert.
Vier Jahre später, im Jahr 1955, wurde er von Iskander Mirza, dem damaligen Generalgouverneur, zum Premierminister bestimmt. Ali übernahm die Stelle von Muhammad Ali Bogra, den er zuvor als Vorsitzenden der Muslimliga abgelöst hatte. Im Oktober 1955 fasste er die westlichen Teile Pakistans zur neuen Provinz Westpakistan zusammen. Sein größter Erfolg als Premierminister war die Einführung einer neuen Verfassung für Pakistan (März 1956), die das Land zu einer Republik machte.
C. Muhammad Ali trat im September 1956 von seinen Ämtern in der Regierung und in der Muslimliga zurück, nachdem er sich in der Frage der Abspaltung der Republikanischen Partei mit der Liga zerstritten hatte.